# Gabriel Syveton

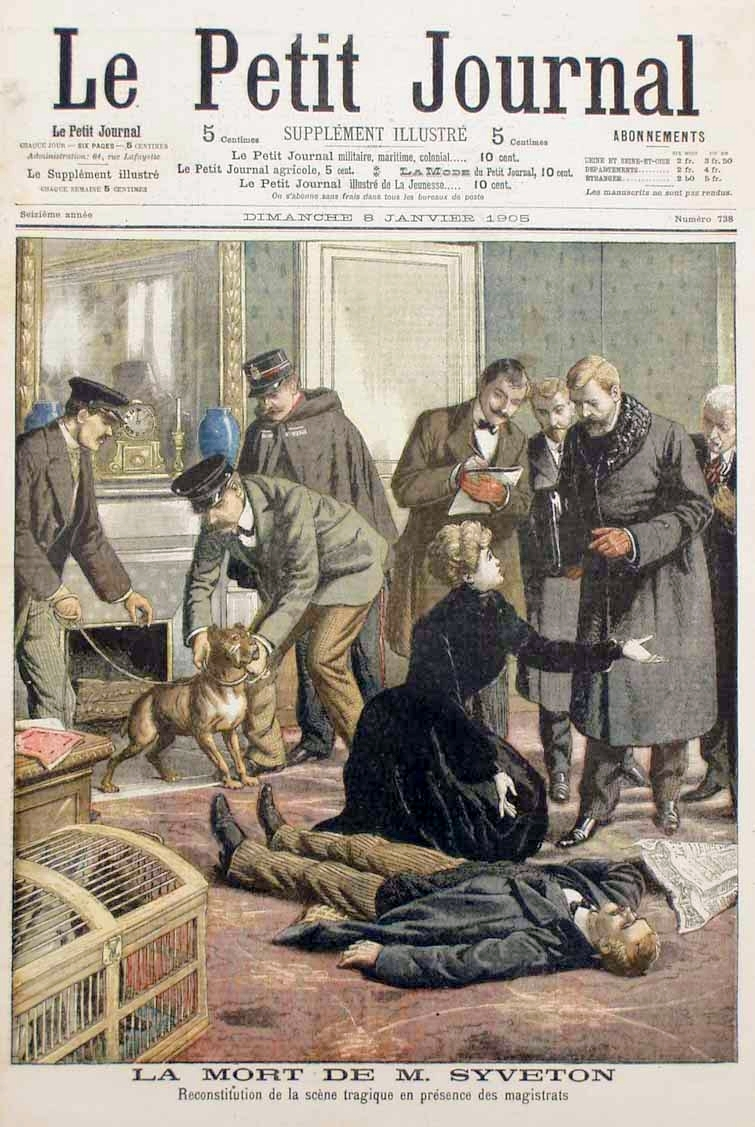
Muerte de Gabriel Syveton después del escándalo del fichero masónico. ¿Suicidio o asesinato?
Le Petit Journal, 5 de enero de 1905.

Gabriel Syveton, Gabriel François Camille Eugene Syveton (n. en Boën-sur-Lignon (Loire) en 1864 - f. en Neuilly-sur-Seine el 8 de diciembre de 1904) fue un político e historiador francés conocido por su pelea con el general Louis André en el escándalo del fichero masónico. Fue uno de los fundadores de la Liga de la Patria Francesa.

## Biografía
En 1904, después del Escándalo del fichero masónico, Gabriel Syveton, siendo un diputado nacionalista dio una bofetada al general masón y ministro de la Guerra Louis André en la Asamblea Nacional de Francia. Según André Baron y Léon Daudet, entre otros autores de extrema derecha, su sospechosa muerte, acaecida un día antes de su procesamiento por la bofetada, fue muy probablemente un asesinato cometido por orden de la masonería, y ejecutado por « la policía política ».

## Obras
- L'Esprit militaire, discours prononcé à la distribution des prix du lycée d'Aix, le 26 juillet 1889, Saint-Étienne, Théolier, 1889
- Une cour et un aventurier au XVIIIe siècle. Le Baron de Ripperda, Paris, E. Leroux, 1896
- L'Évolution de M. Anatole France. De l'ironie conservatrice au mysticisme révolutionnaire, Paris, Éd. du Correspondant, 1899
- L'Université et la Nation, plaidoyer prononcé devant le Conseil académique de Paris le 18 juillet 1899, Paris, La Patrie française, 1899
- Louis XIV et Charles XII. Au camp dAltrandstadt. 1707, la mission du baron de Besenval d'après des documents inédits tirés des archives du ministère des affaires étrangères de France, préface de M. le duc de Broglie, Paris, E. Leroux, 1900
- « Introduction », Voltaire, Histoire de Charles XII, roi de Suède, Paris, V. Lecoffre, 1900

Traducción
- Konstantínos Christomános: Élisabeth de Bavière, impératrice d'Autriche. Pages de journal, impressions, conversations souvenirs, préface de Maurice Barrès, Paris, Mercure de France, 1900

## Sobre el caso Syveton
- Georges Bonnamour, Gabriel Syveton (1864-1904), avec un portrait et un autographe, Neuilly-sur-Seine, 1907.
- Fernand Hauser, Un mystère historique. L’affaire Syveton, Paris, Libraire universelle, 1905.
- J. Levenge, Gabriel Syveton et la sûreté générale. Un traître contre un héros, Paris, Gibert, 1905.
- La Vérité sur la mort de Gabriel Syveton, curieuses révélations, découverte de son testament, ses dernières volontés, Paris, L. Hayard, 1904.
- Député Hicks (pseud.), Ces dames: psychologie et pathologie sexuelle de l'Affaire Syveton, Paris, F. Marion, s.d.
- Léon Daudet, La Police politique. Ses moyens et ses crimes, Denoel et Steele, Paris, 1934.